# Mont (Pireneje Wysokie)
Mont – miejscowość i gmina we Francji, w regionie Oksytania, w departamencie Pireneje Wysokie.

## Ludność
Według danych na rok 1999 gminę zamieszkiwało 36 osób, a gęstość zaludnienia wynosiła 3,4 osób/km².